# Triponzo
Triponzo è una frazione del comune di Cerreto di Spoleto (PG).
Situato in Umbria centro-orientale, alla confluenza dei fiumi Corno e Nera, è popolato da circa 45 abitanti (dati Istat, censimento 2001). Si trova a 3 km ad est del capoluogo e ad un'altitudine di 420 m s.l.m..

## Storia
Il nome del paese risale senza dubbio al latino Tripontium, luogo con "tre ponti", presumibilmente uno su ciascuno dei corsi d'acqua, ma nessun ponte romano vi esiste oggi. Triponzo rimane celebre tra gli epigrafisti per un'iscrizione romana (CIL IX.4541 = ILLRP 1275a), scolpita nella roccia viva sulla parete esterna della galleria stradale della strada statale 209, a qualche centinaio di metri ad ovest del paese, che accenna alla costruzione della via romana da Spoletium a Nursia per ordine del Senato Romano:
| C·POMPONIVS·C·F L·OCTAVIVS·CN·F Q D·S·S |

Il significato esteso in latino è:
Caius POMPONIUS Caii Filius

Lucius OCTAVIUS CNaei Filius

Quaestores

De Senatus Sententia
In italiano, è tradotto come:
Caio Pomponio, figlio di Caio, e Lucio Ottavio, figlio di Gneo, questori, su ordine del Senato (fecero)

## Economia
Un centro termale e un impianto idroelettrico sono in costruzione dagli ultimi anni del Novecento. La struttura termale denominata "Cerreto di Spoleto Terme - Antichi Bagni di Triponzo" è stata inaugurata nel settembre 2016.

## Monumenti e luoghi d'arte
- La chiesa di Santa Caterina (XIV e XV secolo) possiede un bel portale del '300;
- Castello di Triponzo;
- Fonti sulfuree termali (30 °C), a circa 1,5 km a nord-ovest del paese, che secondo la tradizione locale avrebbero proprietà miracolose. Tali acque iniziarono ad essere utilizzate fin dall'epoca romana, poi nel 1927 vennero riconosciute le qualità terapeutiche di tali acque ed in seguito vennero usate per uso bagni;
- La chiesa parrocchiale possiede un portale e una fonte battesimale del XVI secolo.

Immagini di Triponzo
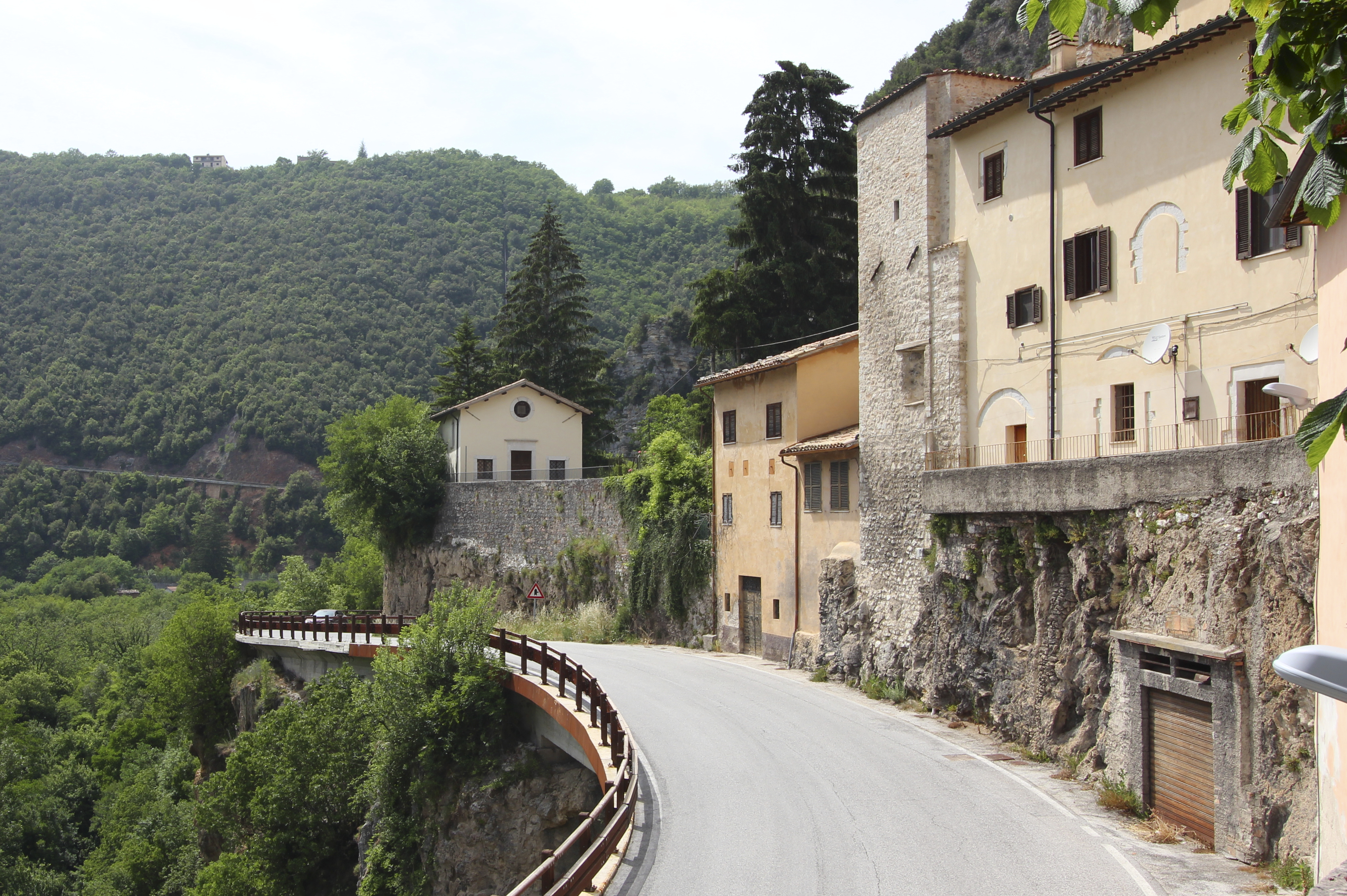
Borgo Triponzo e la strada per Cerreto di Spoleto
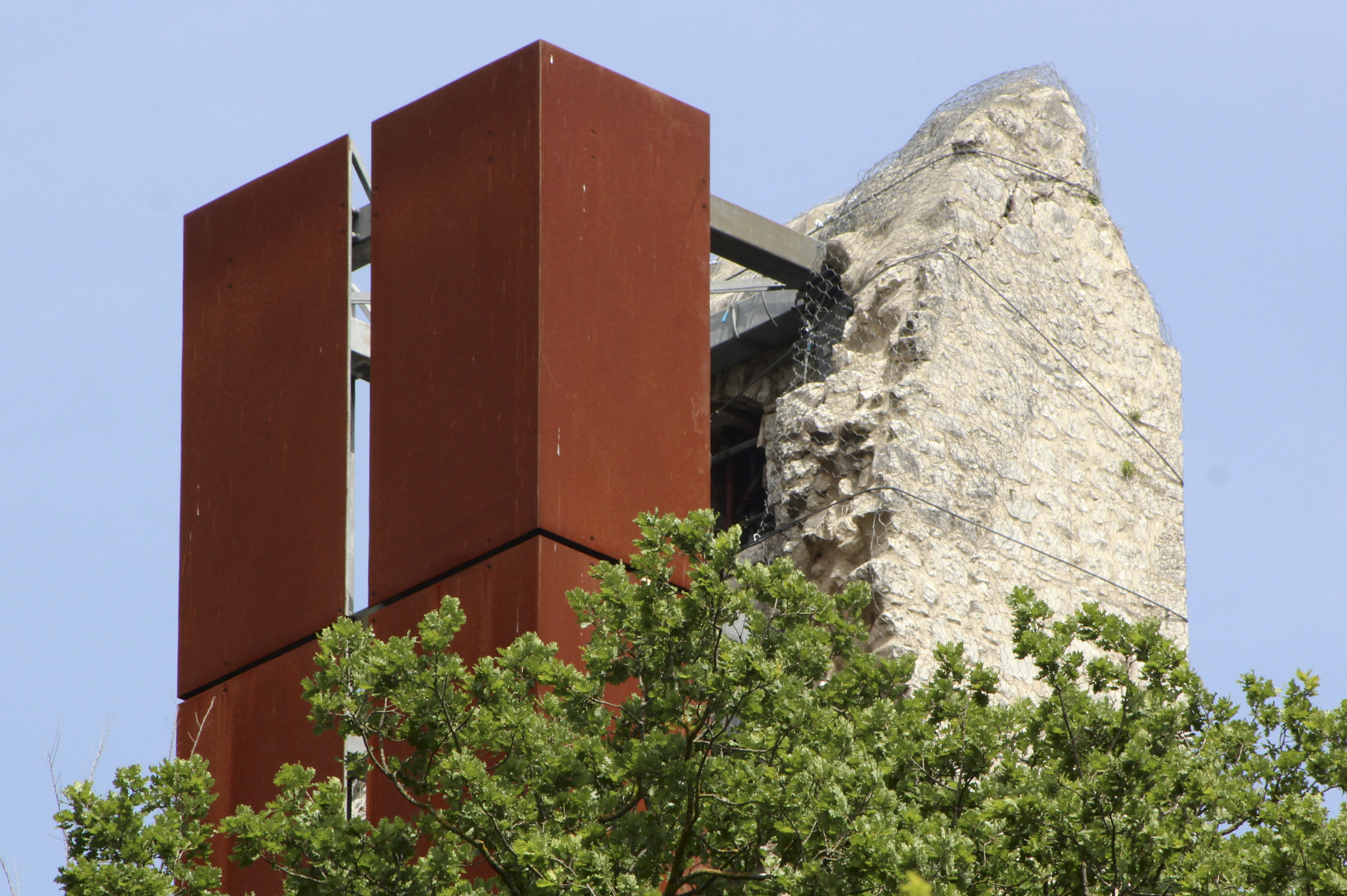
Il castello
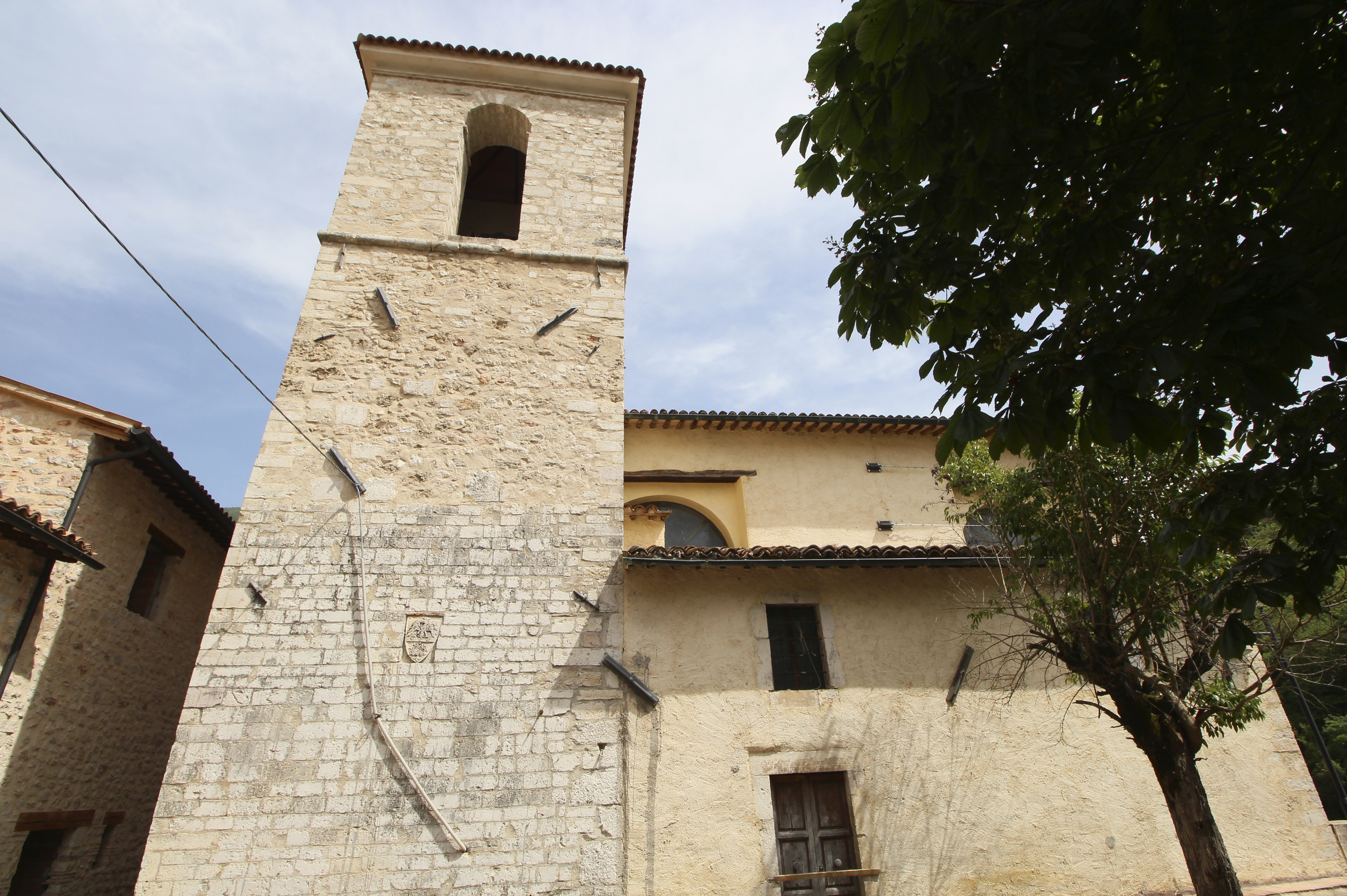
La chiesa di Santa Caterina
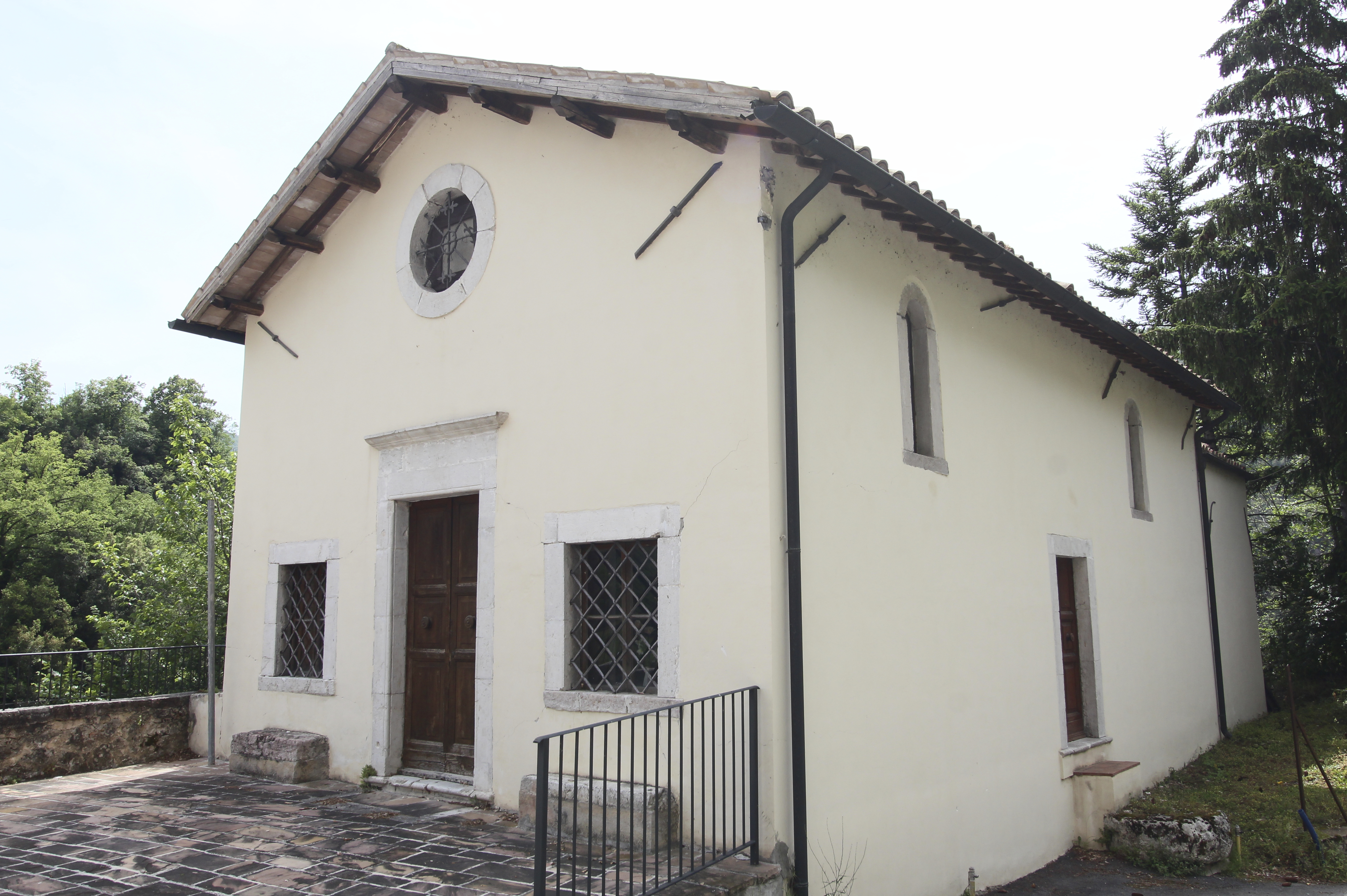
La chiesa della Madonna delle Grazie

## Infrastrutture e trasporti

### Ferrovie
Dal 1926 al 1968 Triponzo (insieme al comune di Visso) fu servita (tramite l'omonima stazione) dalla ferrovia Spoleto-Norcia, una linea a scartamento ridotto che collegava Spoleto con Norcia, che rimase in esercizio dal 1º novembre 1926 al 31 luglio 1968, quando fu soppressa. Le tracce della ferrovia sono quasi tutte conservate, il sedime è stato convertito in una pista ciclabile.